# Kalški Greben
Il Kalški Greben con 2.224 m s.l.m. è una montagna delle Alpi di Kamnik e della Savinja della sezione Alpi di Carinzia e di Slovenia.

## Percorsi
- 4h dal rifugio Gospinc
- 2½h dal rifugio Zois

## Vista dalla vetta

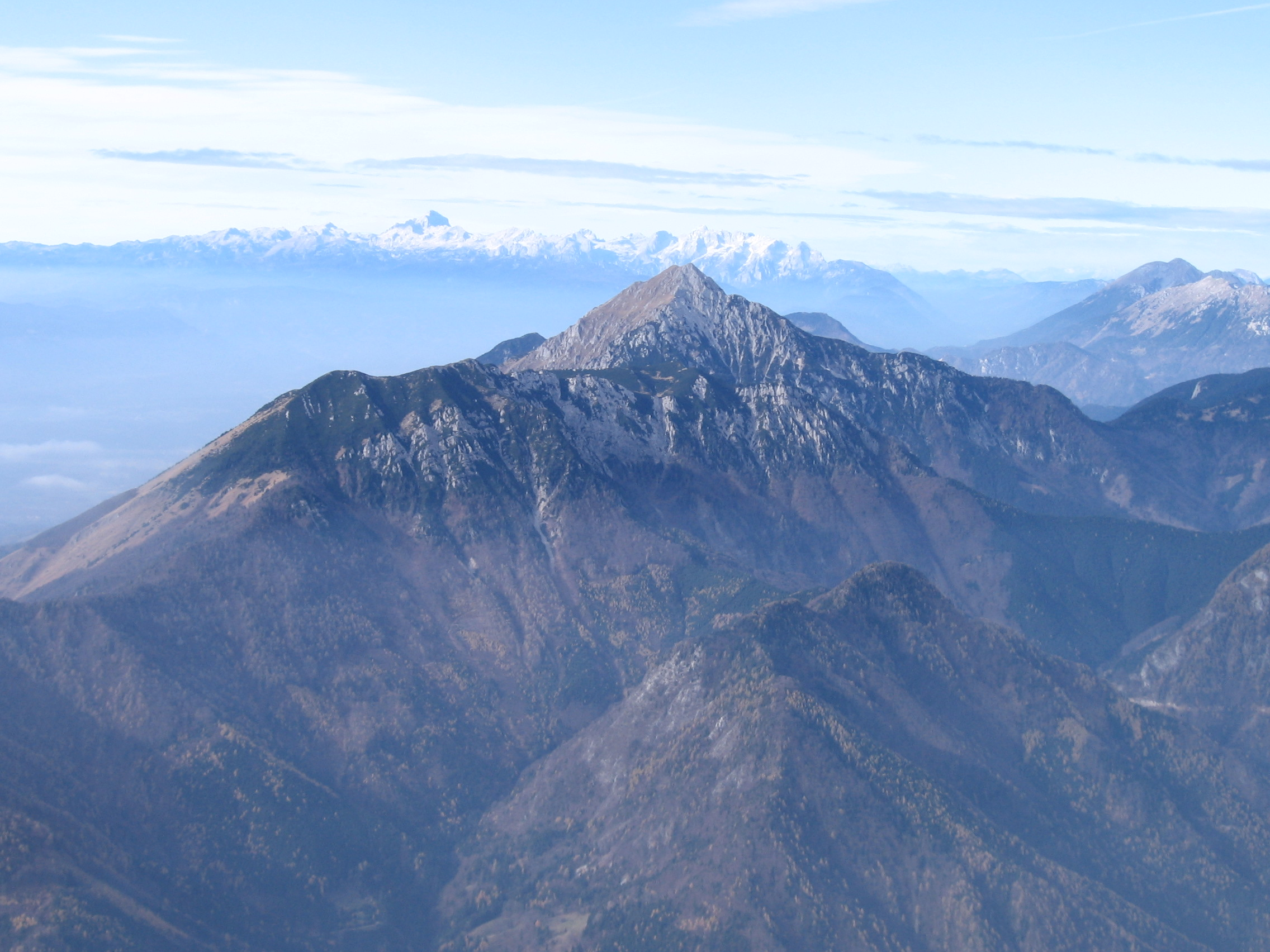
Storžič
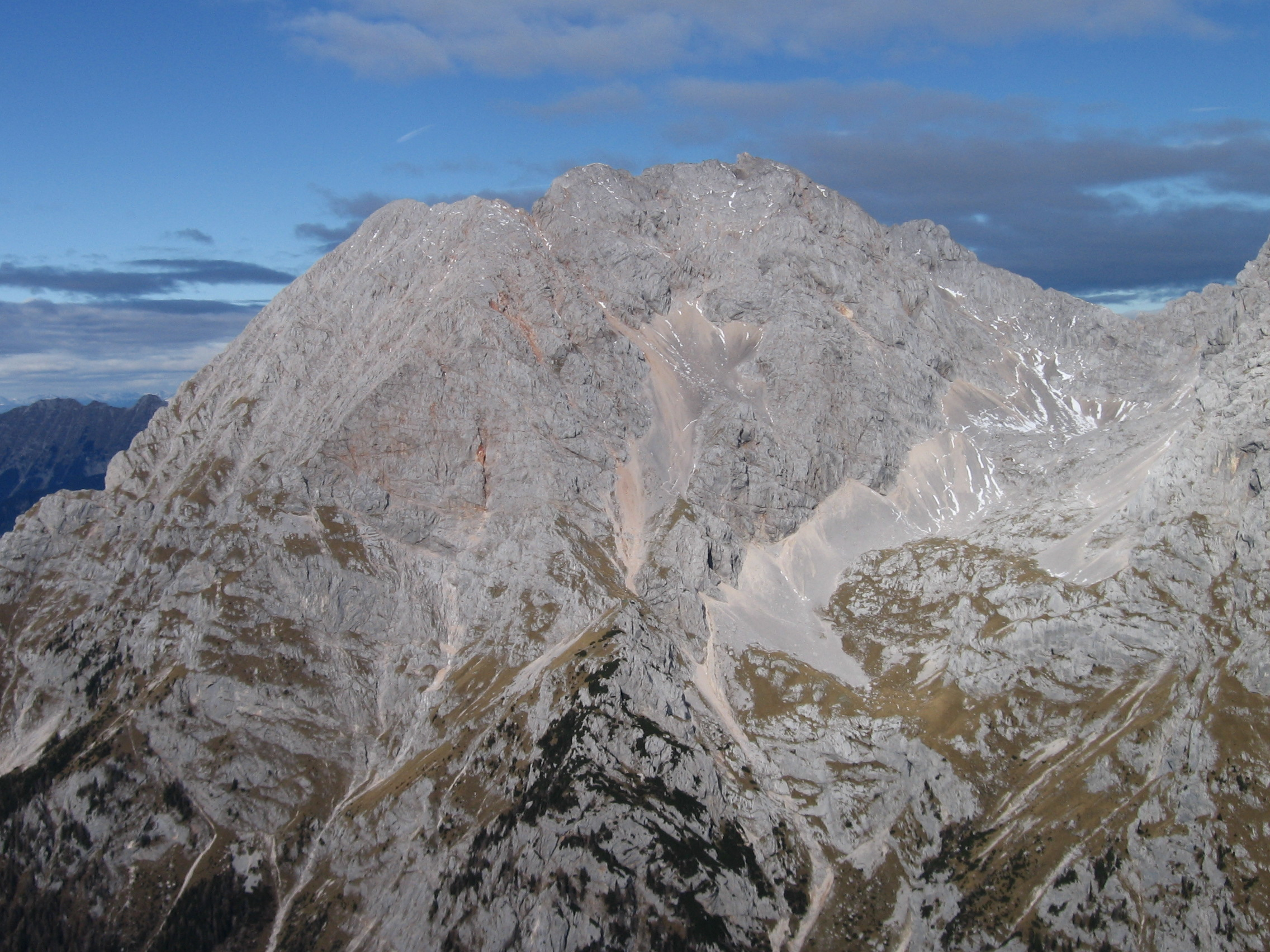
Kočna
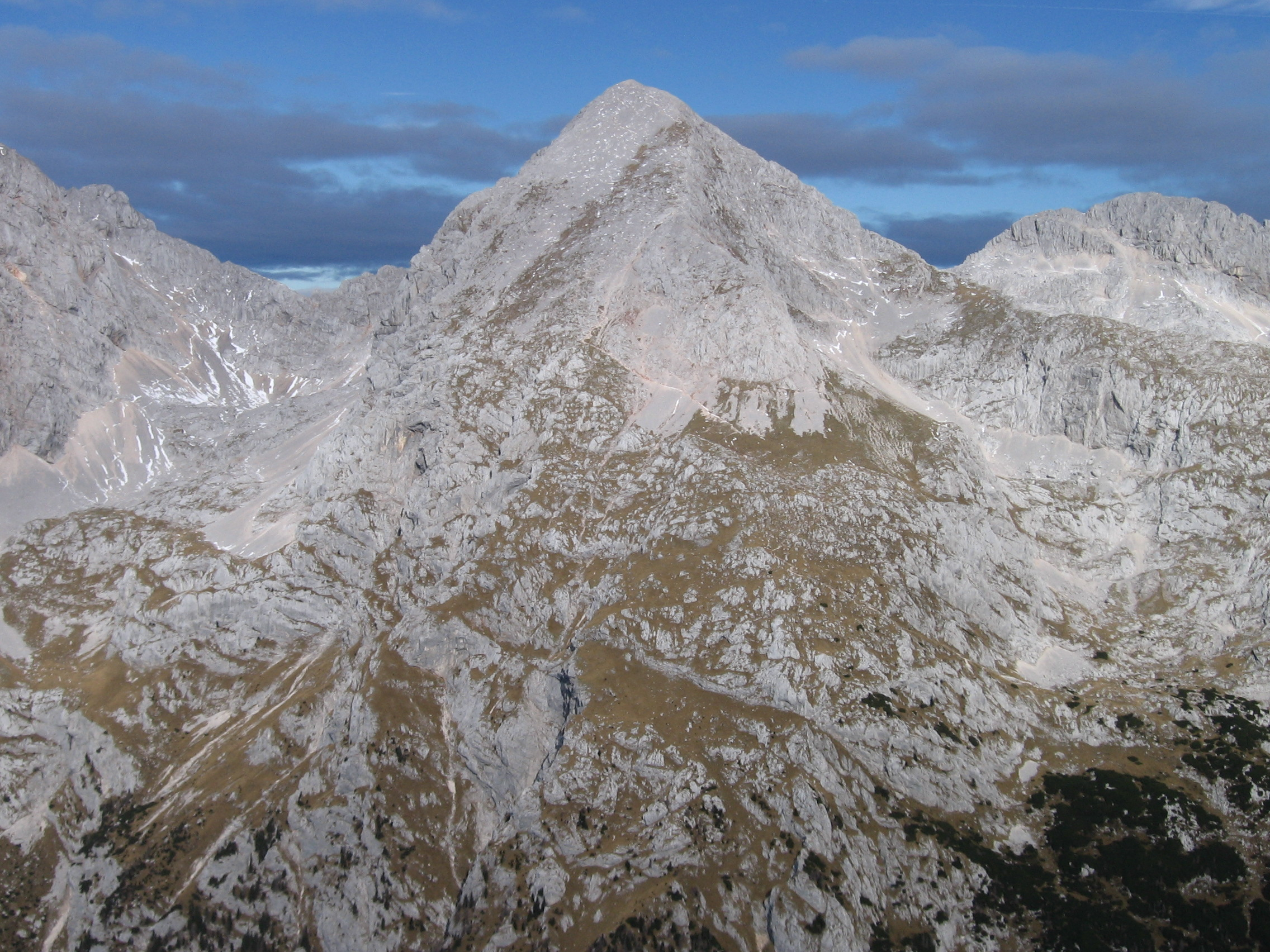
Grintovec
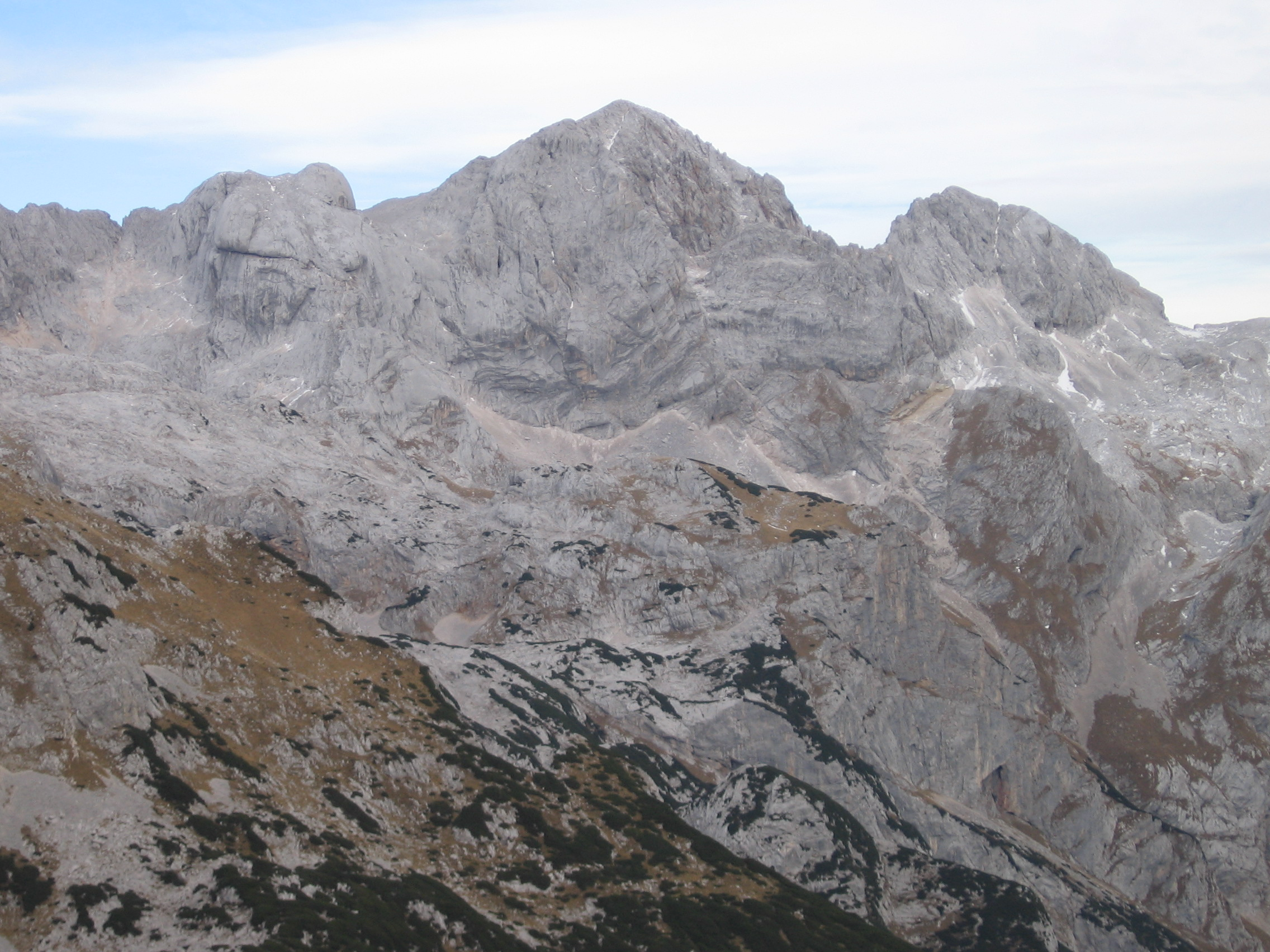
Skuta
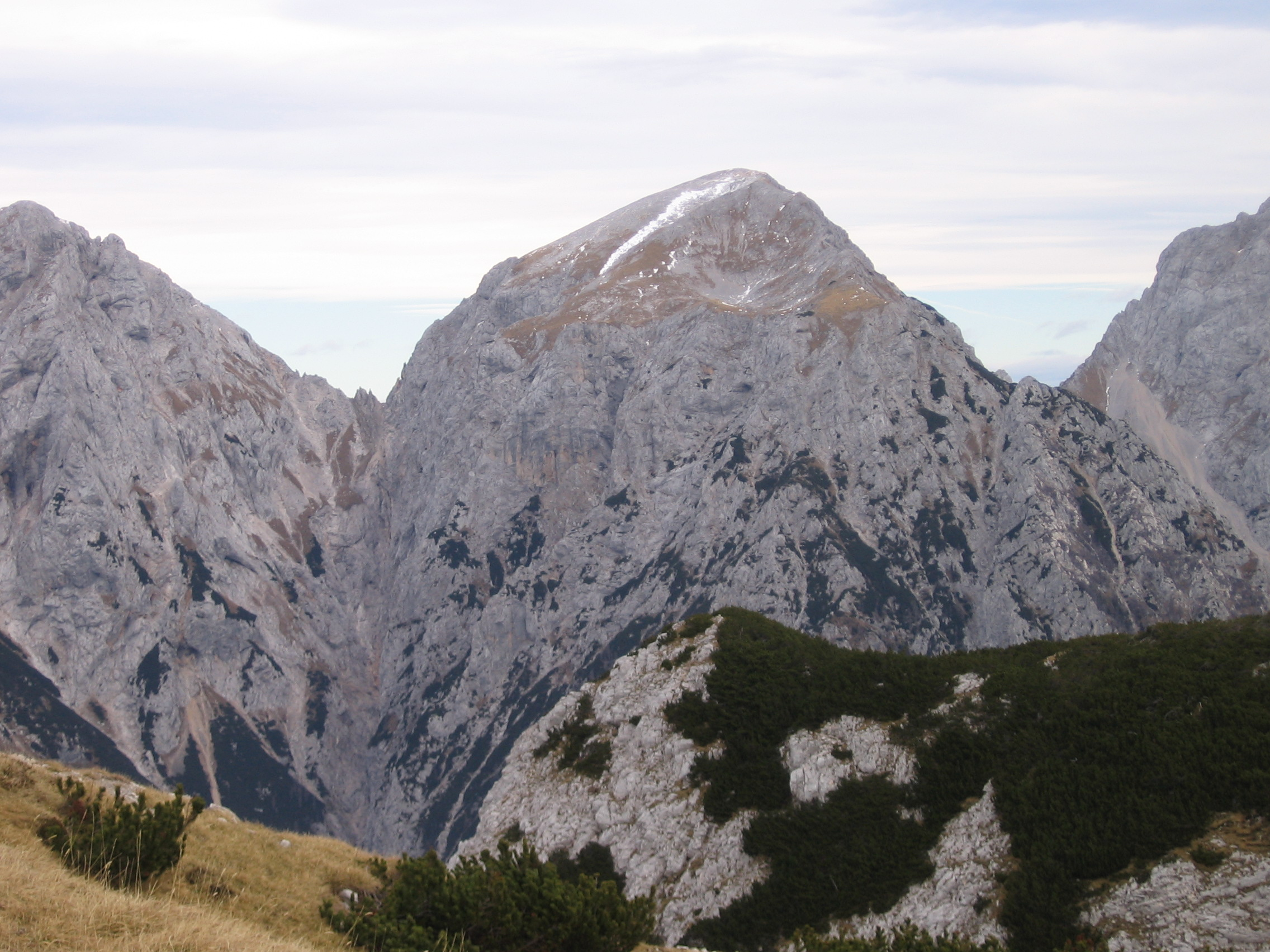
Brana